# Mórkowo
Mórkowo – wieś w Polsce położona w województwie wielkopolskim, w powiecie leszczyńskim, w gminie Lipno.
W latach 1975–1998 miejscowość administracyjnie należała do województwa leszczyńskiego.
Pałac wybudowany prawdopodobnie przez Kwileckich na przełomie XIX i XX w. Przed wojną właścicielem był Skarb Państwa Pruskiego. Obecnie w pałacu mieści się Dom nowicjacki Towarzystwa Chrystusowego.